# تورو

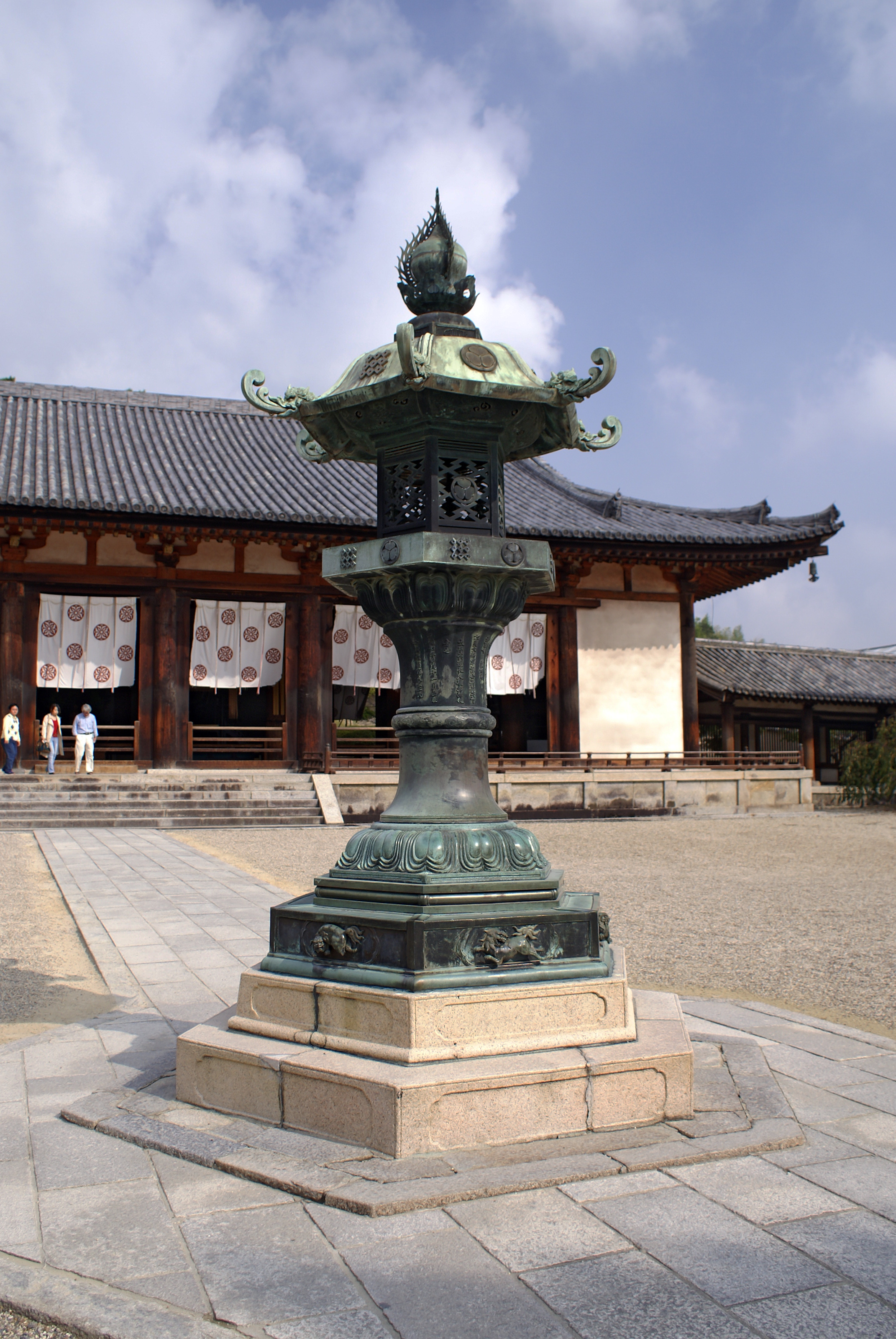
تورو در یک معبد شینتویی.

تورو (به ژاپنی: 灯籠, Tōrō) به فانوس‌های سنتی ژاپنی که معمولاً از سنگ، چوب و فلزات ساخته شده‌اند، گفته می‌شود. هم‌زمان با ورود آئین بودایی به ژاپن در دورهٔ آسوکا این نوع فانوس‌ها نیز به ژاپن وارد شدند.
در معبد شینتویی در دو طرف راهروی ورودی، در داخل و بیرون محوطهٔ زیارتگاه غالباً فانوس‌های سنگی یا برنزی دیده می‌شوند. به عنوان یک قاعدهٔ کلی، فانوس‌های معابد هدیهٔ مؤمنان اطراف معبد به صورت فردی یا از طرف انجمن‌های مختلف است. ایدهٔ اهدای فانوس به معبد به خاطر این فایده که مسیر زیارتگاه را روشن کند، ممکن است از فکر آتش روشن کردن به منظور استقبال و تکریم از کامی سرچشمه گرفته باشد.

## نگارخانه

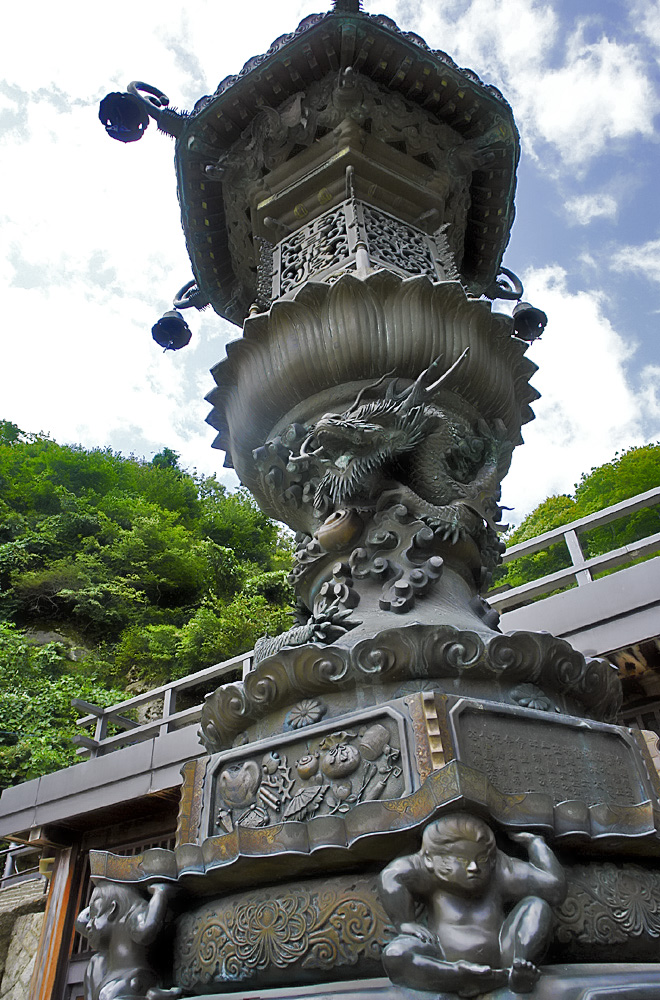
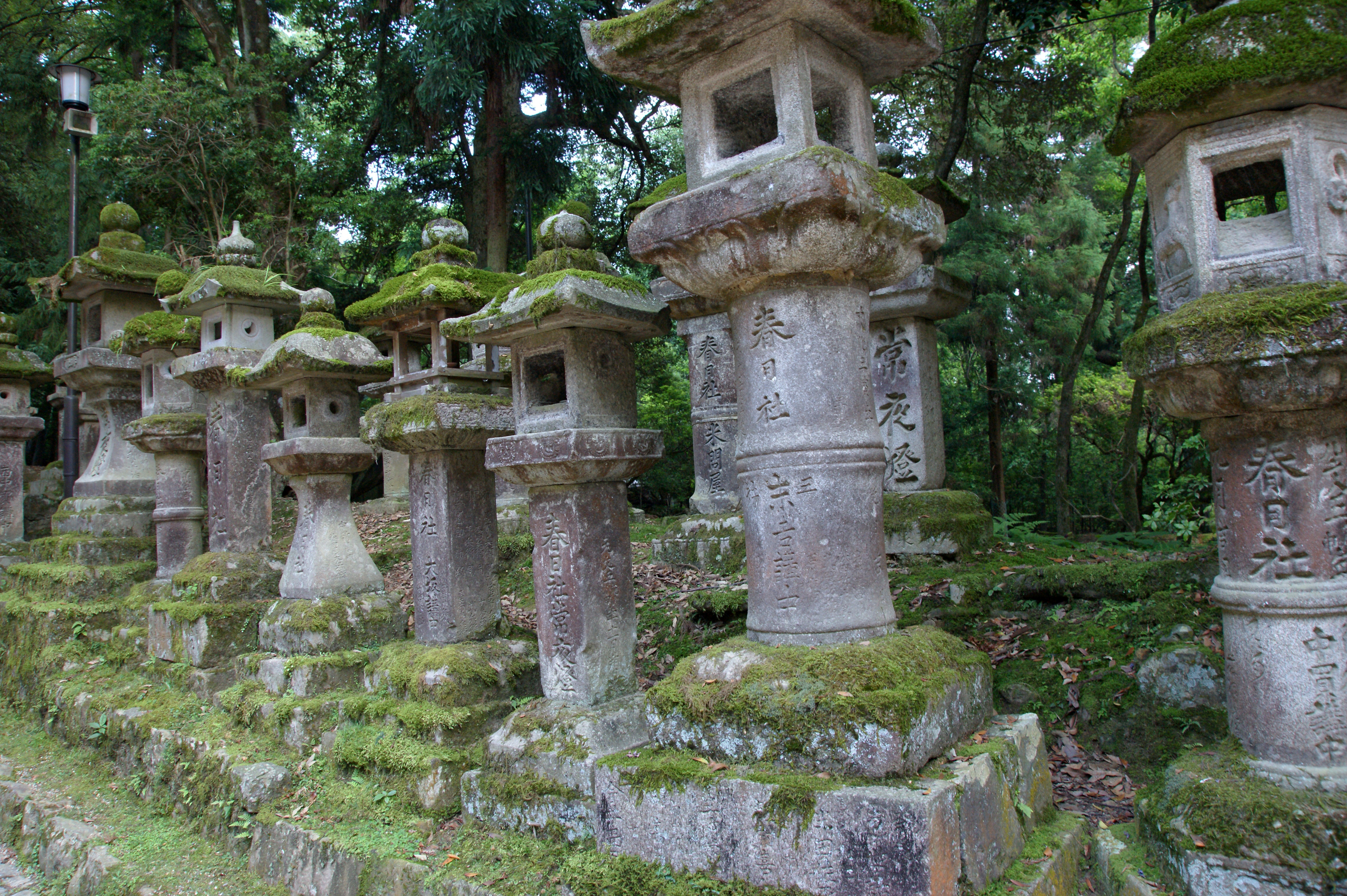
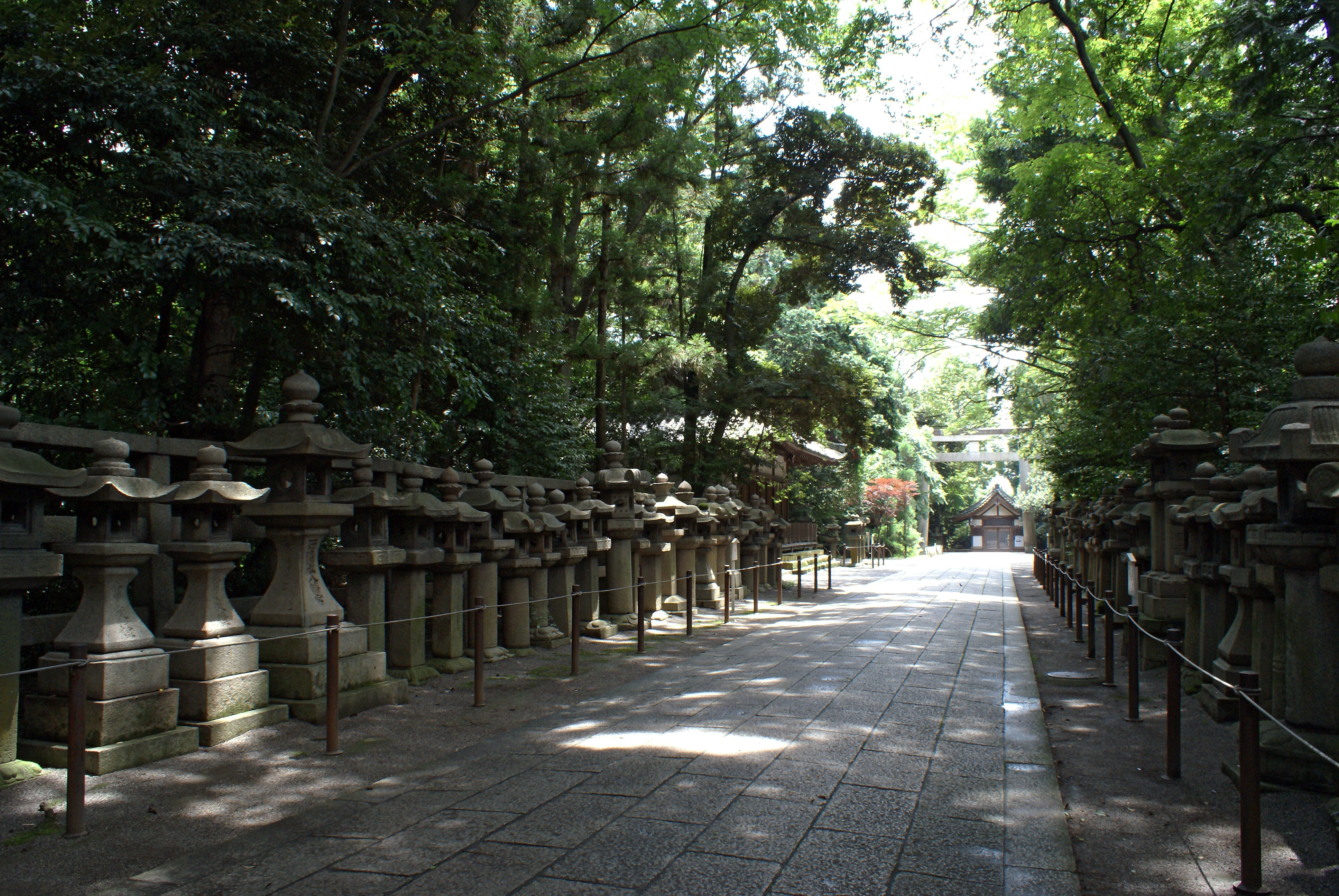
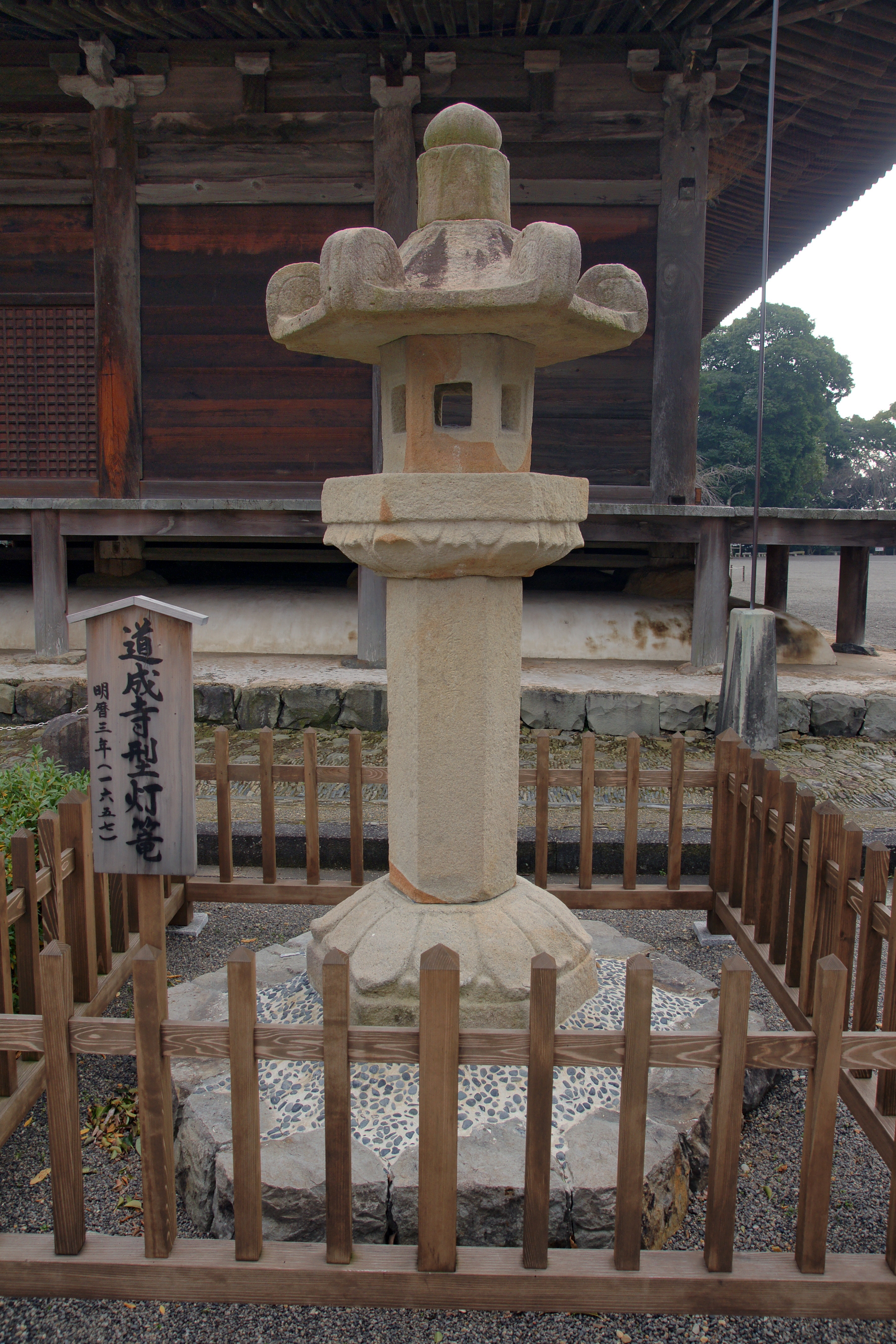